# Gerard I van Cortenbach

Familiewapen
van Cortenbach

Gerard I van Cortenbach heer van Cortenbach en Nieuwenhagen (ca. 1342-) was de zoon van Goswin I van Cortenbach heer van Cortenbach en Nieuwenhagen en Elisabeth Agnes (Bela) Huyn van Amstenrade. Agnes of Bela, zoals zij ook genoemd werd, was de dochter van Servaes van Anstel, ook genaamd Huyn, brabants leenman 1350 en Jutte van Rothem.
Gerard kreeg in 1381 van Wenceslaus hertog van Brabant het goed in Voerendaal te leen. In 1381 bezat hij 3 hoeven te Cortenbach en 2 op den Berch. 
Hij trouwde met Lisa (Elisabeth) Hoen de Cartils (ca. 1343-). Zij was de dochter van Johan I Hoen de Cartils baron van Cartils (ca. 1310-) en Agnes van Busch (Grevenbroich).
Uit hun huwelijk werd geboren:
- Gerard II van Cortenbach te Kunrade  (ca. 1374-1452)
- Lambert van Cortenbach kanunnik te Oirschot (ca. 1376-)
- Goswijn II van Cortenbach te Nieuwenhagen (ca. 1378-1448)
- Ivo van Cortenbach (ca. 1380-1434)
- Catharina van Cortenbach  (ca. 1382-)
- Ida van Cortenbach  (ca. 1384-)
- Lyse van Cortenbach  (ca. 1386-)
- Peter van Cortenbach  (ca. 1388-)